# 라파예트급 잠수함

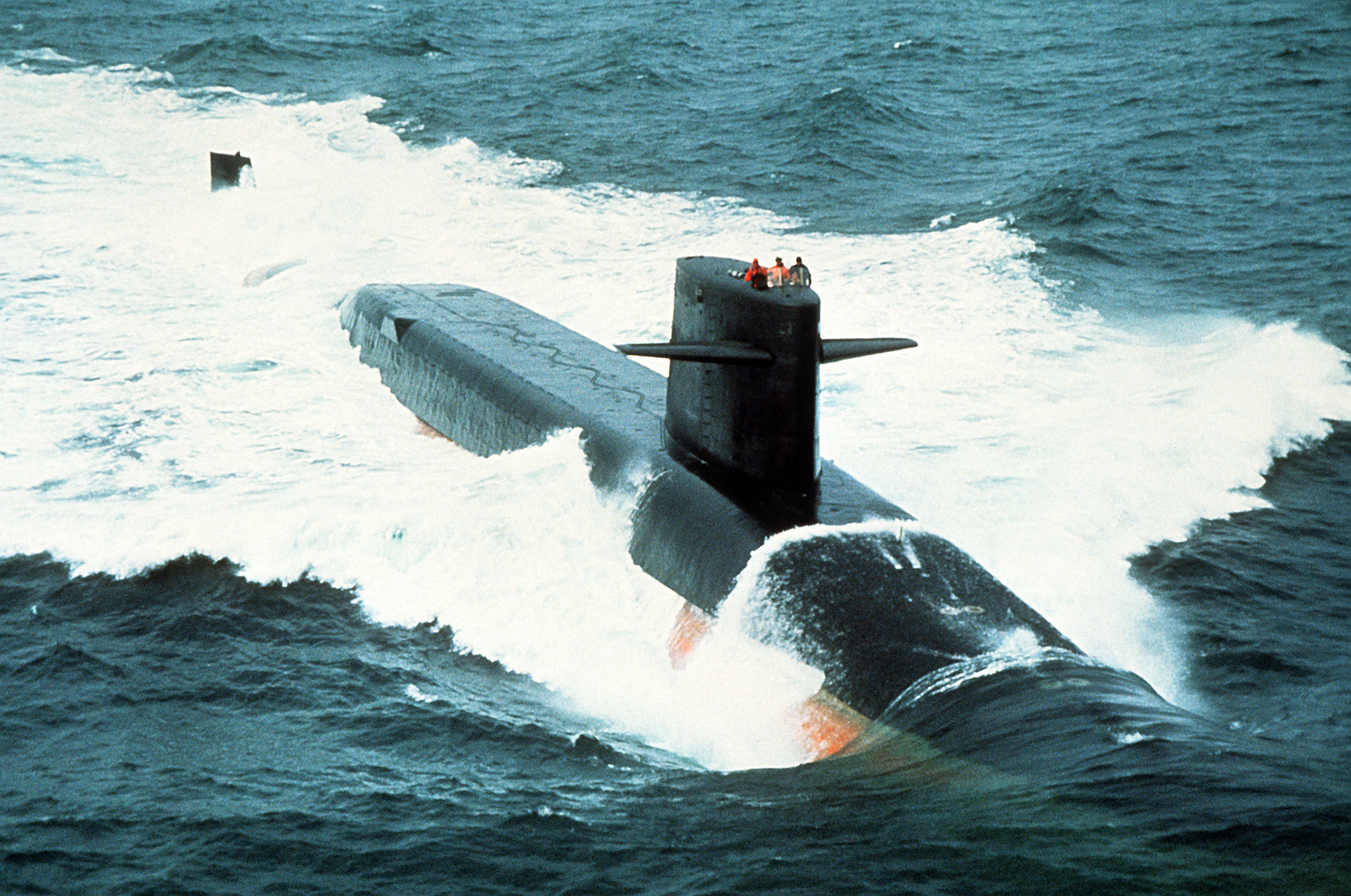
라파예트급 잠수함

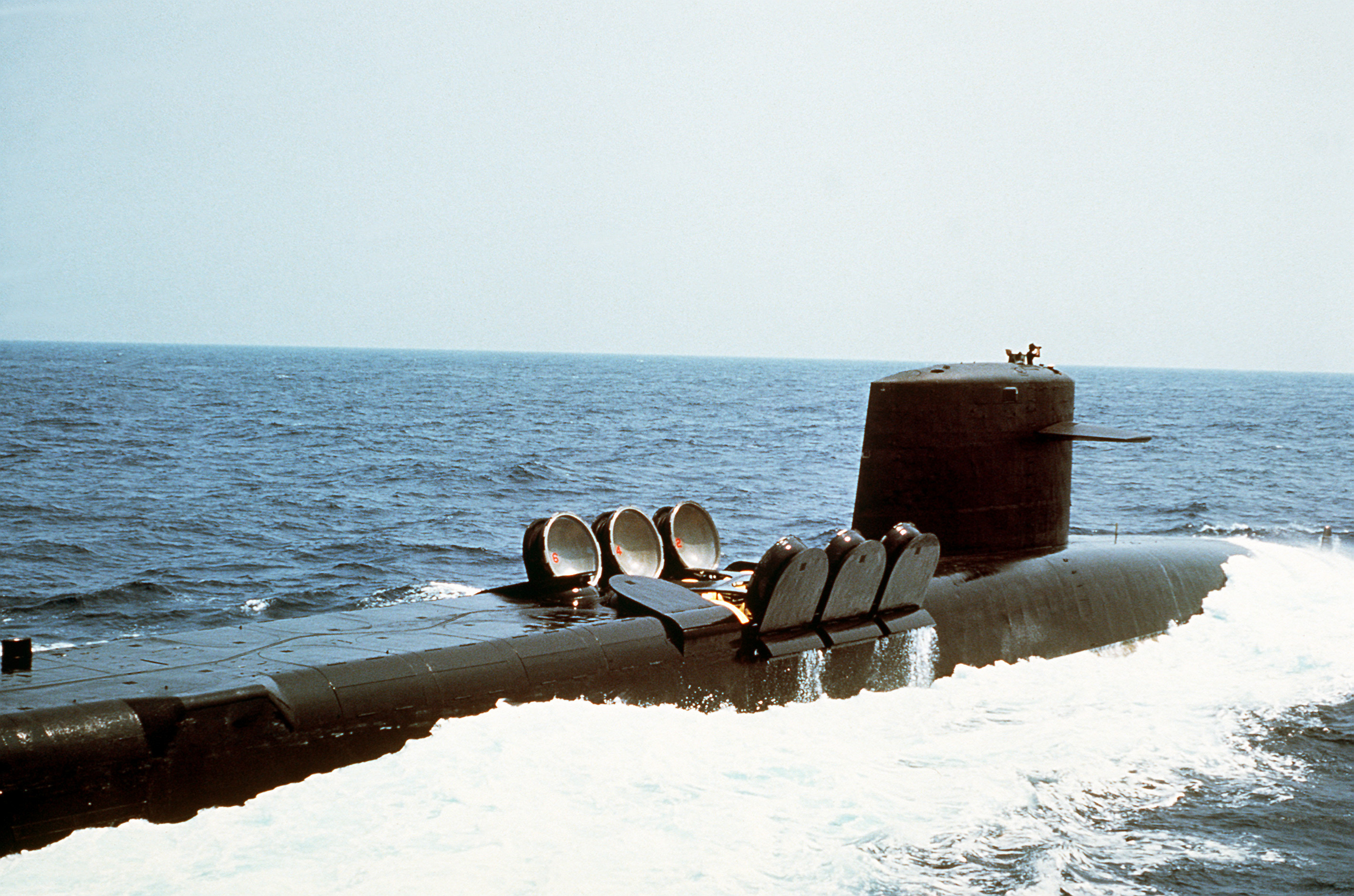
라파예트급 잠수함

라파예트급 잠수함은 미국 해군의 전략원잠이다.

## 역사
1963년에 취역해서 1994년에 퇴역했다. 9척이 건조되었다.
열출력 78MWt S5W 원자로 1기를 사용하며, 폴라리스 미사일 A2, A3 또는 포세이돈 미사일 C3 16발을 탑재했다. 수중배수량 8251톤이다.
UGM-96 트라이던트 I가 1979년 실전배치되었지만, 포세이돈을 소련이 멸망한 1991년까지 사용했다.
제임스 메디슨급 잠수함, 벤저민 프랭클린급 잠수함은 포세이돈을 탑재하다가 트라이던트 I으로 교체했지만, 라파예트급에는 트라이던트 I로 교체하지 않았다.
- 폴라리스 미사일 A2, 2단 고체연료, 무게 14.7 톤, 사거리 2800 km
- 폴라리스 미사일 A3, 2단 고체연료, 무게 15.87 톤, 사거리 4600 km
- 포세이돈 미사일 C3, 2단 고체연료, 무게 29.2톤, 사거리 5900 km
- UGM-96 트라이던트 I C4, 3단 고체연료, 무게 33.14톤, 사거리 7400 km